# Neofuturism

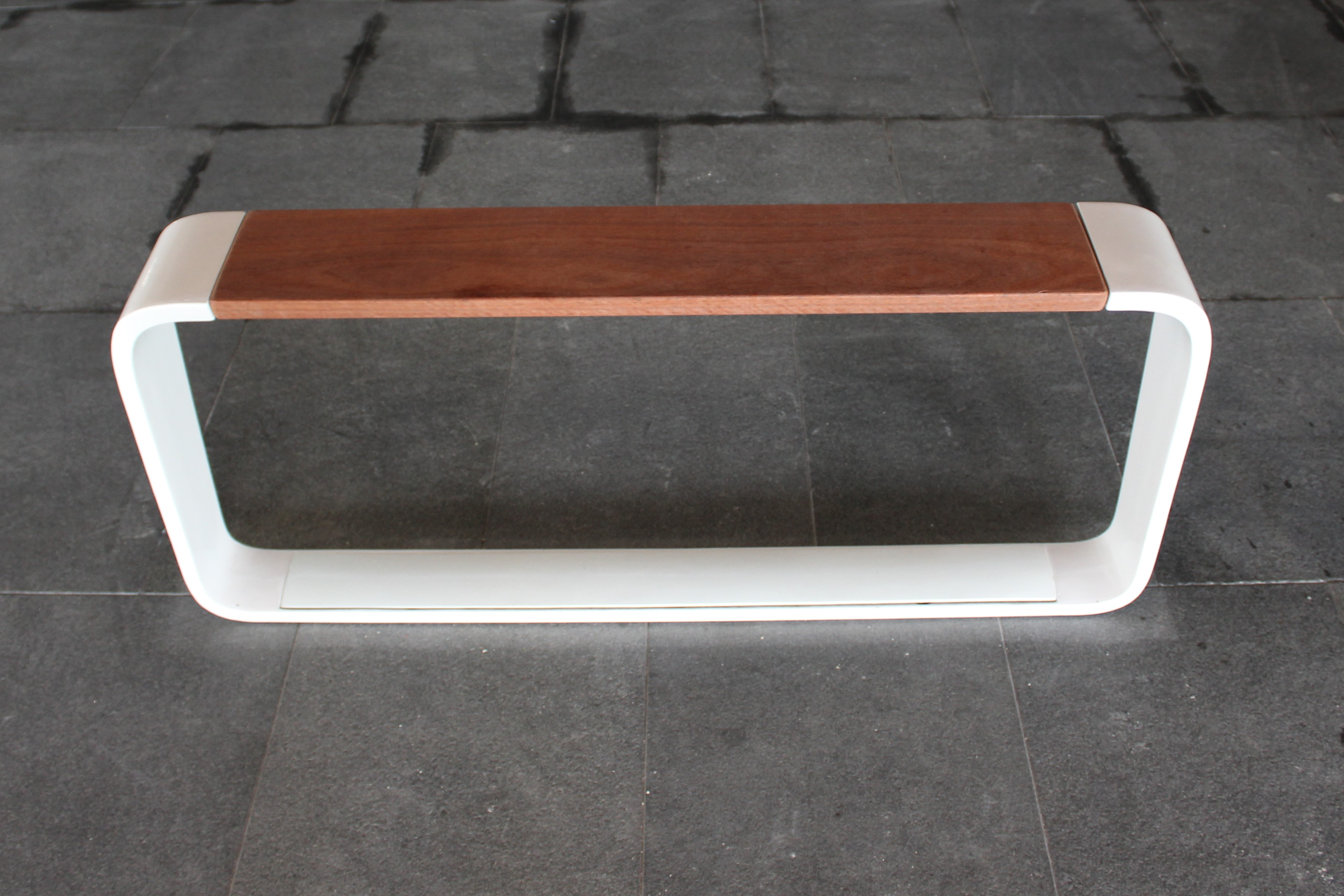
En offentlig neo-futuristisk bänk.

Neofuturism syftar på en rörelse inom konst, design och arkitektur som växte fram under sent 1900-tal och början på 2000-talet. Det är ett avsteg från den cyniska inställningen av post-modernismen och representerar en idealistisk tro på en bättre framtid.